# Alphonse de Polignac
Alphonse de Polignac (1826 – 1863) was een wiskundige uit Frankrijk, die bekend is geworden vanwege het door hem in 1849 gepubliceerde vermoeden van Polignac:
Voor ieder even getal {\displaystyle k} bestaan er oneindig veel priemgetalhiaten van grootte {\displaystyle k}.
Het vermoeden van Polignac is in het geval van {\displaystyle k=2} gelijkwaardig aan het priemtweelingvermoeden.
- MathWorld. de Polignac's Conjecture.